# Estancia Grande (Entre Ríos)
Estancia Grande es un municipio del distrito Yuquerí del departamento Concordia en la provincia de Entre Ríos, República Argentina. El municipio comprende las localidades de Calabacilla (o Calabacillas) y de Estancia Grande (o Colonia Yeruá, sede de la municipalidad), y un área rural. Su principal actividad productiva es la citricultura, luego sigue la ganadería, y después forestación, horticultura y apicultura. El municipio cuenta con tierras fértiles, arroyos y montes.
La población de la localidad de Calabacilla era de 481 habitantes en 1991 y de 676 en 2001. La población de la localidad de Estancia Grande o Colonia Yeruá era de 352 habitantes en 2001, no siendo censada como localidad antes de ese año. La población urbana en 2001 (Calabacilla y Estancia Grande) era de 1028 habitantes, mientras que sumando la población rural dispersa sumaba 2374 habitantes. En el censo 2010 el municipio contó 2512 habitantes.
Desde la autovía nacional 14 se accede por un camino de tierra a la localidad de Estancia Grande y por un camino pavimentado a la de Calabacilla, mientras que el barrio Yuquerí Chico se halla a la vera de esa ruta.

## Heráldica

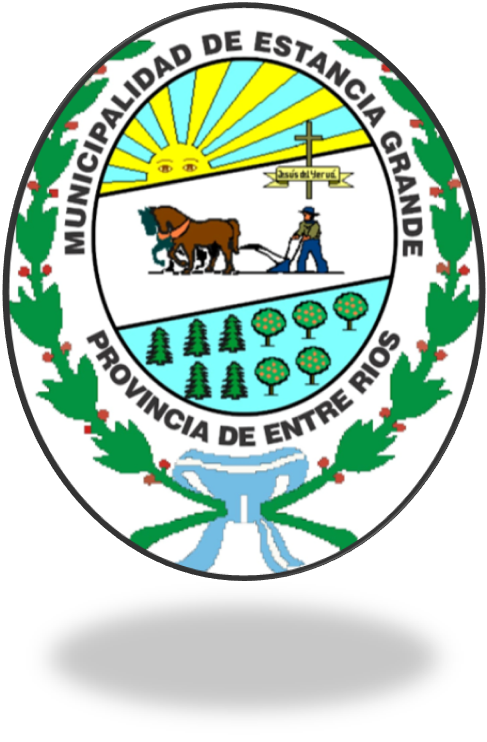
Escudo municipal de Estancia Grande.

Características principales del Escudo:
a) Un óvalo vertical rodeado de laureles unidos en el inferior por un moño de cintas celeste y blanca, en la margen superior dice: "MUNICIPALIDAD DE ESTANCIA GRANDE" y, en su margen inferior "PROVINCIA DE ENTRE RÍOS".
b) El centro del óvalo se divide en tres partes
c) En la parte superior el sol naciente 
d) En la parte media derecha un pergamino donde se lee "JESÚS DEL YERUÁ" y se ubica una cruz de madera.
e) En la parte central un labrador con su arado y dos caballos.
f) En la parte inferior derecha árboles frutales de citrus y en la inferior izquierda árboles de forestación (coníferas).
Este escudo fue aprobado en la sala de sesiones de la Junta de Fomento de Estancia Grande el 27 de noviembre de 2000. (Recibiendo modificaciones leves en el 2020, como son los laureles que rodean el óvalo y la denominación inferior; pasando de decir "COLONIA YERUÁ, ENTRE RÍOS" a "PROVINCIA DE ENTRE RÍOS"

## Ejido
Los límites del ejido municipal son:
- Al sur el arroyo Yeruá.
- Al norte el arroyo Yuquerí Chico.
- Al oeste la calle "Cuchilla Grande".

El municipio se divide entre los barrios de: Estancia Grande, Calabacilla, Yuquerí Chico, Yeruá Norte.

## Nuestra Historia

### Estancia Jesús del Yeruá
Entre 1777 y 1780 el teniente gobernador de la reducción de Yapeyú, Juan de San Martín, creó 4 estancias ganaderas con indígenas guaraníes reducidos (tupambaé) en la ruta oriental de la yerba mate, o Ruta al Salto. La más al sur de las cuatro era la Estancia Jesús del Yeruá, o Estancia del Niño Jesús del Yeruá. Desde entonces el arroyo Yeruá pasó a ser el límite efectivo sur del gobierno de las Misiones Guaraníes. Luego la estancia fue perdiendo su nombre originario para prevalecer el de "Estancia Grande".
En el inventario de 1786 de Yapeyú se expresa la existencia de una capilla techada de paja y siete ranchos
La estancia fue visitada por el geógrafo y piloto de la Armada Española Andrés de Oyarvide el 26 de octubre de 1789 cuando regresaba a Buenos Aires tras participar en la demarcación de límites con Portugal. Oyarvide escribió en su Memoria Geográfica:

(...) llegamos á la estancia del Yerbal, cuya capilla es dedicada á Jesus, y este es el último establecimiento por esta banda del Uruguay, perteneciente al pueblo de Yapeyú, aunque á la presente tanto en este como los anteriores, hemos notado muy pocas haciendas de ganados y caballadas, habiendo puestos de estos que, aunque conservan el nombre de estancia, apénas tienen alguna res para comer los Indios con sus familias que en ellas mantiene siempre el pueblo, quizas por costumbre de los que ántes poseyeron. Aquí hicimos noche, y se observó la latitud austral 31° 32' 00''. El 27 seguimos viaje, y á 2 millas pasamos el arroyo Yerbá, que es el que sirve de término a los terrenos de Misiónes á occidente del Uruguay, y empiezan los de la jurisdiccion del Arroyo de la China (...)

En 1795 las tierras entre los arroyos Yeruá y Yuquerí Chico, que limitaban la estancia, fueron vendidas al comerciante de Buenos Aires Juan Bautista Dargain, a condición de respetar a las familias indígenas que la poblaban. En 1825 el gobernador de Entre Ríos Juan León Sola reconoció los derechos de Dargain.
Las herederas de Dargain vendieron la estancia a una empresa del Reino Unido, por lo que en 1835 se estableció en ella el escocés Donald Campbell, dedicándose a la cría de ovinos para la producción lanera, que se exportaba a Londres mediante un puerto propio llamado Puerto Yeruá.

### Colonia Yeruá
Mediante la ley n.º 2419 sancionada el 6 de noviembre y promulgada el 20 de noviembre de 1888 el Congreso Nacional aprobó la compra de la estancia de 47 680 ha que el gobierno del presidente Miguel Juárez Celman había realizado en 618 111 pesos con 35 centavos oro. La estancia fue adquirida por el Estado nacional para establecer una colonia nacional de inmigrantes agricultores, pero pocos años después se permitió la radicación de agricultores argentinos. La administración de la Colonia Yeruá se instaló en el casco de la antigua Estancia del Yeruá (hoy Estancia Grande). Para 1892 la colonia tenía en la sección chacras 222 familias con un total de 1148 habitantes de 17 nacionalidades. En la sección quintas vivían 22 familias con un total de 125 habitantes. La Colonia Yeruá fue dividida en parcelas de 100 hectáreas, comprendiendo 5 grandes sectores que luego se denominaron: Calabacilla, Yuquerí Chico, Estancia Grande, Estación Yeruá, Puerto Yeruá (los dos últimos no forman parte del municipio de Estancia Grande).

### Juntas de gobierno
Mediante el decreto n.º 3400/1985 MGJE del 4 de septiembre de 1985 fue creada la junta de gobierno del centro rural de población de Estancia Grande-Colonia Yeruá, siendo el primer presidente de la junta de gobierno Elbio José Mainez. La junta de gobierno de Calabacilla fue creada por decreto n.º 587/1979 MGJE del 13 de marzo de 1979. Los límites jurisdiccionales de la junta de gobierno de Estancia Grande fueron fijados por decreto n.º 2355/1986 MGJE del 13 de junio de 1986, y los de la de Calabacilla por decreto n.º 2357/1986 MGJE del 13 de junio de 1986, siendo estos modificados por decreto n.º 1266/1991 MGJOSP del 8 de abril de 1991. La junta de gobierno de Yuquerí Chico fue creada por decreto n.º 18/1995 del 9 de enero de 1995.

### Municipio
Tras ser aprobada por ley su creación, el 24 de julio de 1995 fue creado el municipio de 2.ª categoría, mediante el decreto n.º 2946/1995, suprimiéndose las juntas de gobierno de Calabacilla, Estancia Grande, y Yuquerí Chico por decreto n.º 5345/1995 MGJE del 4 de diciembre de 1995. Daniel Esteban Lladós fue designado comisionado municipal para la organización del nuevo municipio.
A partir del 10 de diciembre de 2011 se suprimieron las categoría municipales en Entre Ríos, pasando Estancia Grande a ser un municipìo de categoría única.
Por ley n.º 10358 sancionada el 30 de abril de 2015 y promulgada el 5 de mayo de 2015 fue ampliado el ejido de Estancia Grande para incluir el sector ribereño del río Uruguay conocido como Vuelta del Daymán, delimitado por los ejidos de Concordia, Puerto Yeruá, y Estancia Grande.

ARTICULO 1.- Amplíase el ejido municipal de la localidad de Estancia Grande entre Arroyo Yuquerí Chico, el Río Uruguay, la jurisdicción del municipio de Puerto Yeruá y calle pública en cumplimiento del artículo 4° de la ley 10.027.